# Хибакуша
Хибакуша (на японски: 被爆者) е термин, използван в Япония, с който се обозначават пострадалите, но оцелели при атомните бомбардировки, предприети от Съединените щати над Хирошима и Нагасаки в края на Втората световна война на 6 и 9 август 1945 г.
В превод от японски означава „хора, засегнати от взрив“. Към 31 март 2009 г. японското правителство е признало, че 235 569 хибакуша са все още живи, а средната им възраст е почти 76 години, т.е. средно са били на 12 години през 1945 г. Повечето хибакуша живеят в Япония, но няколко хиляди са в Корея и на други места по света.
Според „Закона за подпомагане на оцелелите от атомна бомба“ има определени признати категории хибакуша: хора, изложени директно на бомбата и непосредствените последствия от нея; хора, изложени в радиус от 2 километра, които са влезли в зоната на унищожение в рамките на две седмици след експлозията; хора, изложени на радиоактивни утайки като цяло; и тези, експонирани (на латински: in utero, в утробата), чиито майки са били бременни и принадлежат към някоя от тези определени категории.
Японското правителство, след много настояване и борба от страна на хибакуша, е принудено да отпусне финансова и медицинска помощ на оцелелите от атомните бомбардировки тези, които са получили този официален статут. Приети са два закона: „Закон за медицинска помощ на жертвите на бомбите“ (1956) и „Закон за специални мерки за страдащите“ (1967). Това са налага не само поради преживените страдания, но и заради това, че са били подложени на дискриминация от страна на други японци. Това се получава поради първоначалната липса на познание относно причините за появата на лъчевата болест. Хората са смятали че се касае за инфекциозно заболяване и хибакуша са били считани за неподходящи за брак или наемане на работа.
Цутому Ямагучи е единственият официално признат оцелял и от двете бомбардировки.